# Wild Bill Moore

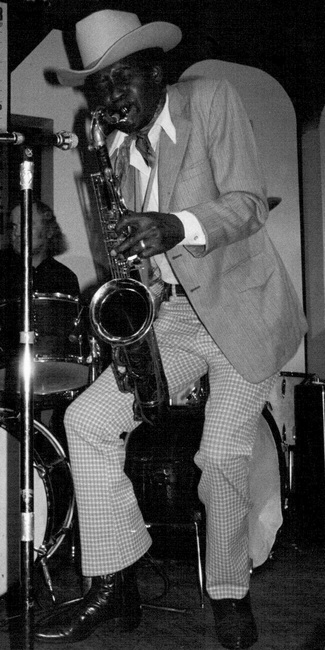
Wild Bill Moore in London März 1981

Wild Bill Moore (* 13. Juni 1918 in Houston, Texas als William M. Moore; † 8. August 1983 in Los Angeles) war ein US-amerikanischer Rhythm-and-Blues- und Soul-Jazz-Saxophonist sowie Komponist.

## Leben und Wirken
Moore wuchs in Detroit auf, wo er 1937 Michigan-Amateur-Champion beim Golden-Gloves-Turnier in der light heavyweight-Klasse wurde. Eine Zeitlang war er auch als Profiboxer tätig und spielte daneben Altsaxophon. 1944 wechselte er unter dem Einfluss von Chu Berry und Illinois Jacquet zum Tenorsaxophon und machte erste Plattenaufnahmen mit Christine Chatman, der Frau von Memphis Slim. Im folgenden Jahr arbeitete er in Los Angeles u. a. mit Slim Gaillard, Jack McVea, Joe Turner, Wardell Gray und Dexter Gordon. 1945 entstanden auch erste Aufnahmen unter eigenem Namen für Apollo Records; er wirkte auch bei Helen Humes’ Hit „Be-Baba-Leba“ mit.
1947 kehrte er nach Detroit zurück, um mit einer eigenen Formation aufzutreten, der auch der Baritonsaxophonist Paul Williams angehörte, der später mit „The Hucklebuck“ berühmt wurde. Am 18. Dezember nahm er den Song „We're Gonna Rock, We're Gonna Roll“ bei seiner zweiten Session für das Savoy Label auf; die Single wurde ein bescheidener Hit – sie erreichte für eine Woche #14 der R&B-Charts –, gilt aber inzwischen als eine der frühesten Aufnahmen des Rock and Roll. Sie war auch eine der ersten Schallplatten, die von Alan Freed in seinen Moondog-Radioshows im Jahr 1951 gespielt wurden. Auch wegen seiner schlichten Aufnahmequalität geriet der Song bald in Vergessenheit. Obwohl er mehr wie ein Barrelhouse Song klang, bleibt Moores Komposition vor allem für das Nebeneinander von den Worten rock und roll und den Saxophonschlachten der Honker Moore und Williams in Erinnerung. Nachdem er Savoy 1948 verlassen hatte, die in der Folge weiteres Material von ihm veröffentlichten, nahm er 1949 für Modern Records „Rock And Roll“ auf, eine neue Version des Songs „We're Gonna Rock, We're Gonna Roll“, mit Scatman Crothers als Sänger.
Moore zog später nach Detroit und nahm auch in den folgenden Jahren Platten auf, u. a. ein Remake seines Hits, und spielte in Nachtclubs im Raum Detroit. Es entstanden auch einige Alben im Soul-Jazz-Stil für Jazzland Records. Beim Album Bottom Groove spielte Moore mit Junior Mance, Ray Barretto, Johnny „Hammond“ Smith, Ben Riley und Joe Benjamin. 1971 wirkte er bei Marvin Gayes Album What’s Going On mit, zu hören im Song „Mercy Mercy Me“. Den Rest seines Lebens verbrachte er in Los Angeles.

## Diskographische Hinweise
- Bottom Groove (Jazzland/Milestone Records, 1961)
- Wild Bill's Beat (Jazzland, 1961)